# Dólar hawaiano

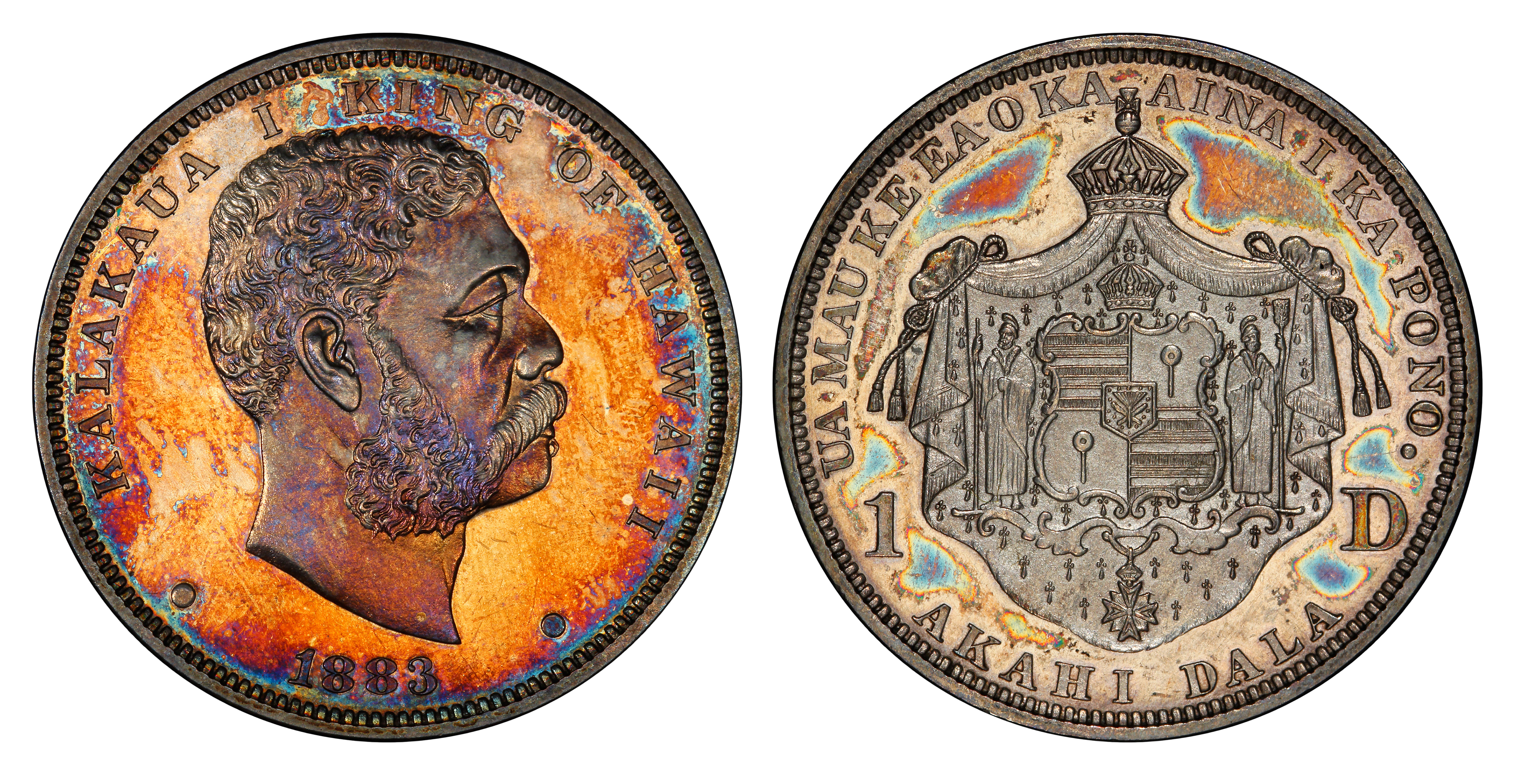
Dólar de 1883 del Reino de Hawái

El dólar hawaiano fue la moneda oficial del Reino de Hawái, de 1847 a 1898.
La primera moneda apareció en 1847 y tenía el retrato del rey Kamehameha III. Se hizo impopular pues el retrato no era auténtico y traía errores de ortografía.
Una nueva moneda apareció en 1879 y esta fue aceptada por el público. La moneda tenía la efigie de Kalakaua. Aparecieron monedas de un umi keneta (10 centavos), un hapaha (25 centavos), un hapalua (50 centavos) y un akahi dala (1 dólar).
Los billetes de mayor circulación fueron los de 100 dólares.
El dólar hawaiano se extinguió en 1898, por decreto del gobierno republicano hawaiano, pasando a utilizarse el dólar estadounidense.